# Фонтан пам'яті Казначеєва
Фонтан пам'яті Казначеєва — фонтан, побудований наприкінці ХІХ століття у Феодосії, АР Крим, Україна.

## Розташування
у Феодосії, біля центрального ринку, розташований невеликий впорядкований сквер. Раніше тут була базарна площа, де на початку 1890-х років художник І. К. Айвазовський за своїм проектом і на особисті кошти звів оригінальний фонтан пам'яті О. І. Казначеєва.
Кубічної форми і порівняно невеликих розмірів, фонтан був складений із великих каменів. Традиційне для феодосійських старих фонтанів аркове заглиблення на головному фасаді несподівано завершувалося профільованим карнизом класичного стилю. В арочній ніші містилася присвятна дошка, а нижче неї з труб струмувала вода. У довоєнні роки фонтан ще справно діяв, радуючи містян прохолодною водою. З часом фонтан сильно занепав, став руйнуватися і наприкінці 1940-х років непродумано був розібраний.
У 1990-ті роки розроблялися проєкти відновлення фонтану.